# 인 메모리엄AHH
인 메모리엄AHH(In Memoriam A.H.H.)는 앨프리드 테니슨 경이 케임브리지 대학교 때 친구였던 아서 헨리 핼럼이 그의 22세의 나이에 뇌출혈로 사망한 것을 애도하여 지은 시이다.  
약강 4보격의 형태로 되어 있으며 자연의 잔인함이 물질주의적인 과학과 쇠락해가는 기독교와 충돌하는 데에서 보여지는 것을 탐구하고 있다.  